# Sexcles
Sexcles ist eine französische Gemeinde mit 229 Einwohnern (Stand 1. Januar 2022) im Département Corrèze in der Region Nouvelle-Aquitaine. Die Einwohner nennen sich Sexclois(es).

## Geografie
Die Gemeinde liegt im Zentralmassiv  in der Xaintrie, unweit des Stausees von Hautefage (Barrage de Hautefage) und ist von ausgedehnten Wäldern umgeben. Tulle, die Präfektur des Départements, befindet sich rund 35 Kilometer nordwestlich und Argentat 8 Kilometer nordwestlich.
Nachbargemeinden von Sexcles sind Hautefage im Norden, Saint-Geniez-ô-Merle im Nordosten, Saint-Bonnet-les-Tours-de-Merle und Goulles im Osten, Saint-Julien-le-Pèlerin im Südosten, Camps-Saint-Mathurin-Léobazel im Süden, sowie Mercœur im Westen.

## Wappen
Beschreibung: In Gold eine schwarze Doppelleiste und sechs schwarzen Merletten an den Feldrand gestellt.

## Einwohnerentwicklung
| Jahr      | 1962 | 1968 | 1975 | 1982 | 1990 | 1999 | 2007 | 2016 |
| Einwohner | 388  | 428  | 382  | 305  | 257  | 239  | 223  | 234  |

## Sehenswürdigkeiten
- Barrage de Hautefage, ein Stausee an der Maronne, genutzt als Wasserkraftwerk durch die Électricité de France.